# Atouguia da Baleia
Atouguia da Baleia est un village et une freguesia (paroisse civile) portugaise du concelho (commune) de Peniche, avec une superficie de 46,04 km2 et une population de 7 988 habitants (2001). Sa densité de population est de 173,5 hab/km2.

## Géographie et Démographie
Le village d'Atouguia da Baleia comporte environ 2 000 habitants.
D'autres noyaux de population importants sont : Bufarda, Geraldes, Ribafria, Sâo Bernardino, Reinaldes et Lugar da Estada. En particulier, Consolation est un noyau touristique local.
Le village d'Atouguia da Baleia a comme des frontières : le nord la paroisse de Ajuda, Ferrel, Serra d'El-Rei, du sud la commune de Lourinhã et à l'ouest l'Océan Atlantique.
Le relief est caractéristique de la région de l'Estrémadure en étant relativement clair près de la mer et en partie finale du fleuve de São Domingos, et avec petites formations montagneuses qui ne dépassent pas les 100 mètres de hauteur dans la zone intérieure où s'initie le Plateau du Cesaredas. Un point d'intérêt est la vallée du rio São Domingos, sur lequel existe depuis 1996 un barrage portant le même nom.
Au nord de l'arête de la Consolation, la côte maritime forme une baie sablonneuse jusqu'à Peniche. Au sud de la Consolation la côte est constituée par atterris avec environ 10 à 30 m de hauteur en ayant parfois petites plages de sable (comme Saint Bernardino et Porto Grande).

## Histoire

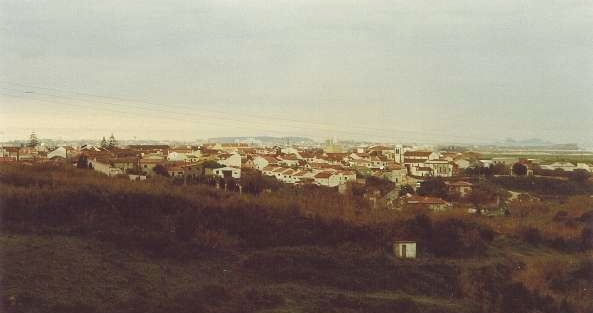
Une vue partielle du village d'Atouguia da Baleia.

Au Moyen Âge, ce village a été un port de mer assez actif, mais il a perdu sa vocation au profit de la ville de Peniche, l'actuel siège de la commune.
Résumé historique:
- • D. Alphonse Henriques accorde aux colons français Guillerme et Roberto de Corni la terre de Tauria en reconnaissance de l'aide prêtée dans la conquête de Lisbonne sur les Maures ;
- • La charte de Tauria créée en 1167 a été renouvelée en 1218 et ensuite en 1510 ;
- • En 1373, le roi D. Fernando convoqua des états généraux dans le village d'Atouguia ;
- • En 1448, D. Afonso V accorde à D. Álvaro Gonçalves de Ataíde, pour ses bons services prêtés au royaume, la place de Comte d'Atouguia ;
- • Péniche a été élevé au statut de village en 1609 par D. Filipe III et la commune a été créée en 1610 ;
- • Le 6 novembre 1836, par proposition du Ministre Manuel da Silva Passos et décret de la Reine D. Maria II, est éteinte la commune d'Atouguia da Baleia en étant leurs paroisses (Atouguia da Baleia et Serra d'El-Rei) incorporées dans la commune de Peniche.

## Économie
Les principales activités économiques du village sont l'agriculture et le secteur agro-industriel, la construction civile et les services. Une partie significative de la population aussi est liée à la pêche dans le port de Peniche.

## Fêtes Populaires et Religieuses
- Nossa Senhora da Assunção : 15 août
- São Leonardo : 6 novembre
- Nossa Senhora da Conceição : 8 décembre

## Foires
Voici les dates auxquelles ont lieu les foires du village :
- 24 juin
- 5 septembre
- 6 novembre

## Patrimoine
- Restes de tours et murailles de l'ancien château d'Atouguia da Baleia et du château du Village d'Atouguia da Baleia
- Fort de Praia da Consolação
- Église de Sont Leonardo ou Igreja Matrice d'Atouguia da Baleia
- Croisière d'Atouguia da Baleia
- Pilori d'Atouguia da Baleia